# لوئیسویل (ویرجینیا)
لوئیسویل (به انگلیسی: Lewisville) یک منطقهٔ مسکونی در ایالات متحده آمریکا است که در شهرستان کلارک، ویرجینیا واقع شده‌است.